# La Tour d'Argent
La Tour d'Argent är en restaurang i Paris i Frankrike som enligt egna, men icke belagda, uppgifter grundades år 1582.  
Restaurangen ägdes på 1890- och 1900-talen av Frédéric Delair och 1912 köpte familjen Terrail restaurangen. Den drevs först av André Terrail och därefter av dennes son Claude (död 2006) och senare av Claudes son André.
År 1984 öppnades en filialrestaurang i Hotel New Otani i Tokyo i Japan.
Restaurangens specialitet är anka, särskilt pressad anka ("Caneton de Frédéric Delair"). La Tour d'Argent föder upp ankor på sin egen gård. 
Fram till 1996 hade La Tour d'Argent tre stjärnor i Guide Michelin, från 1996 två stjärnor och från 2006 en stjärna.

## Bildgalleri

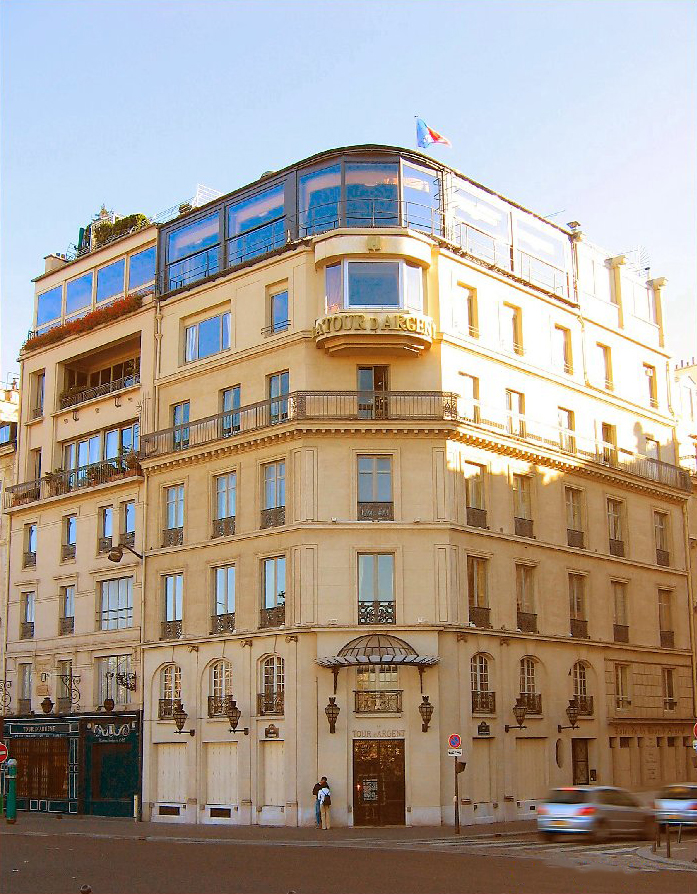
La Tour d'Argent
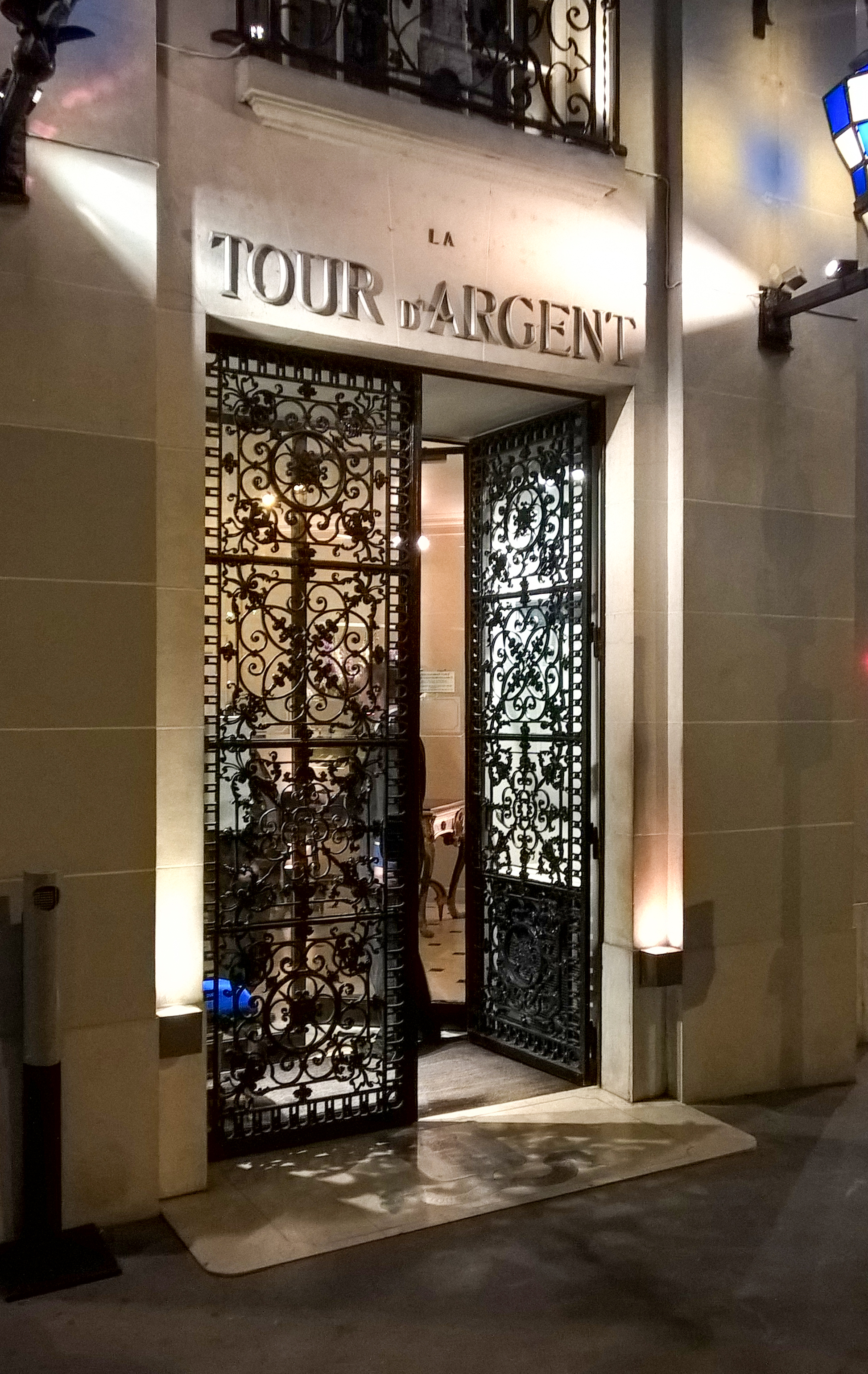
Entré
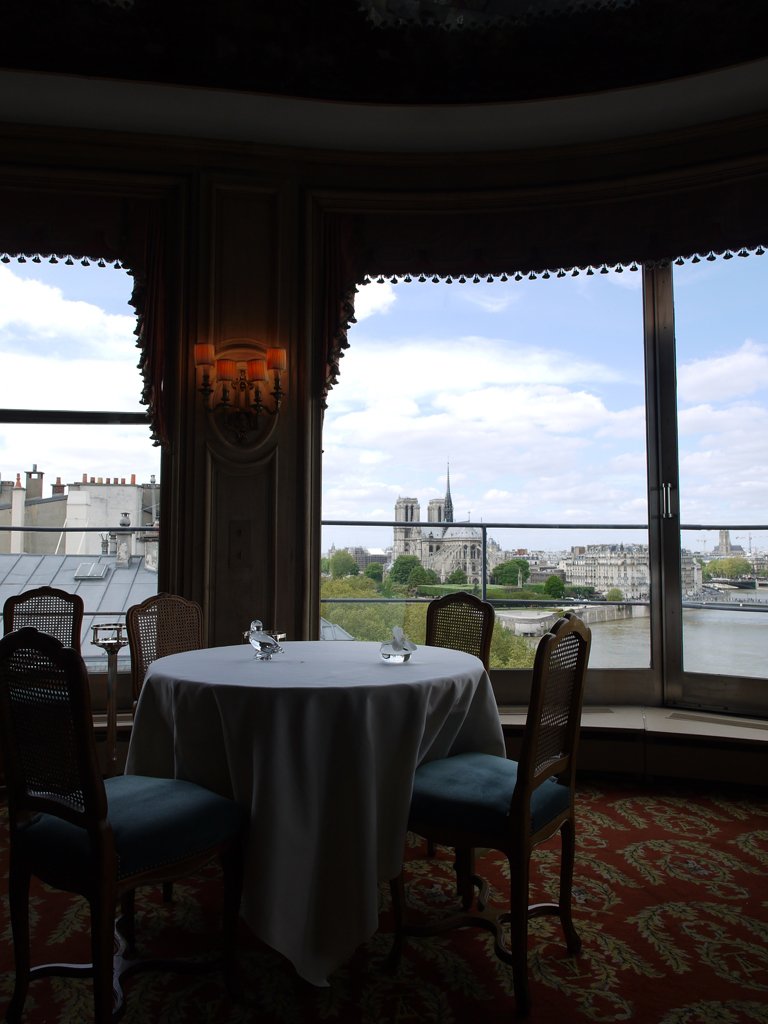
Interiör
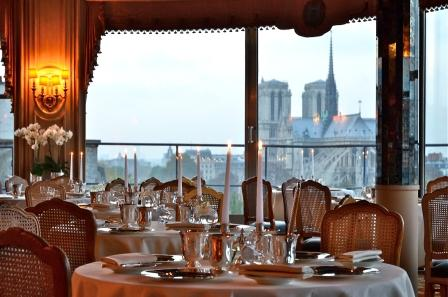
Interiör
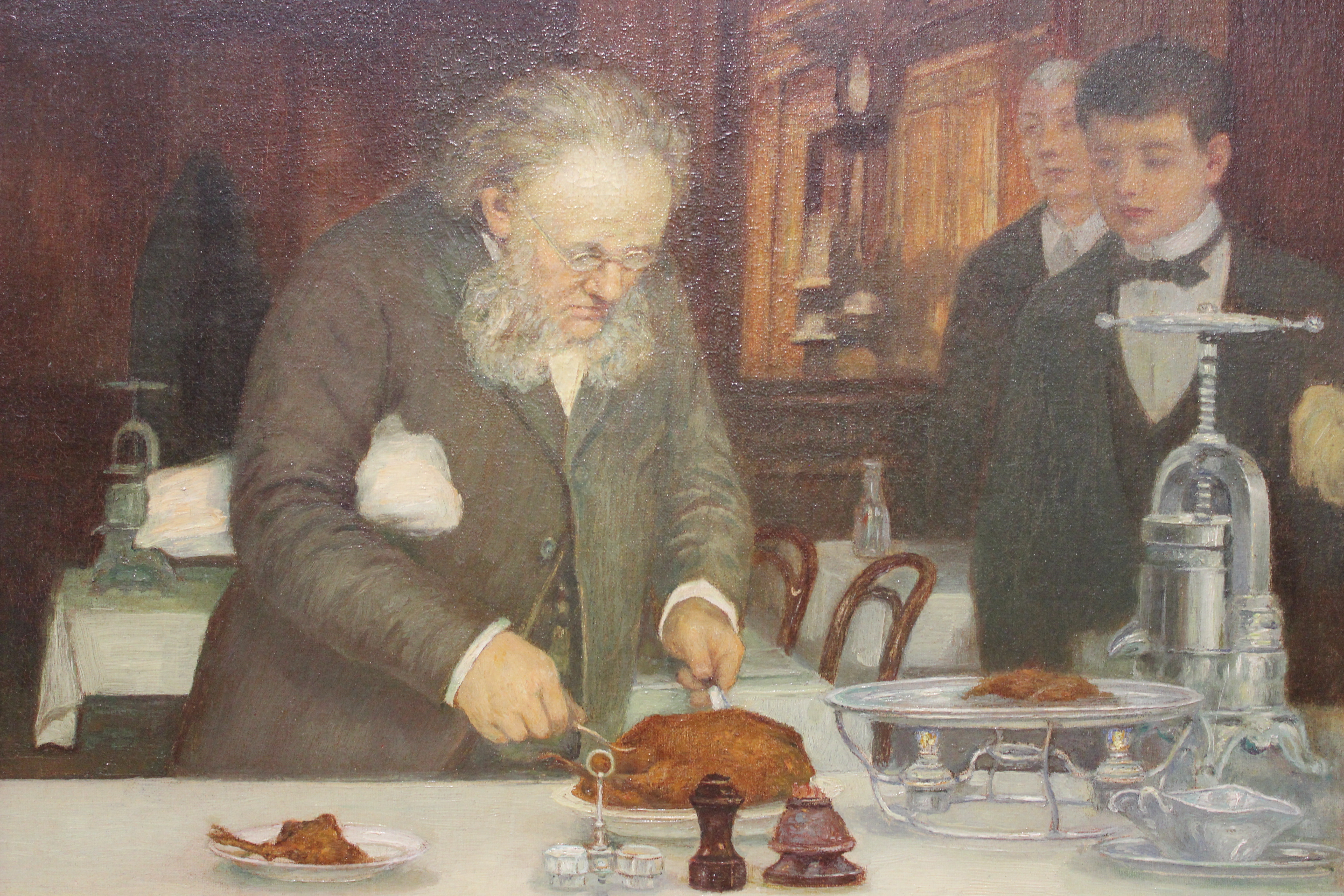
Frédéric Delair skär upp pressad anka, målning från slutet av 1800-talet
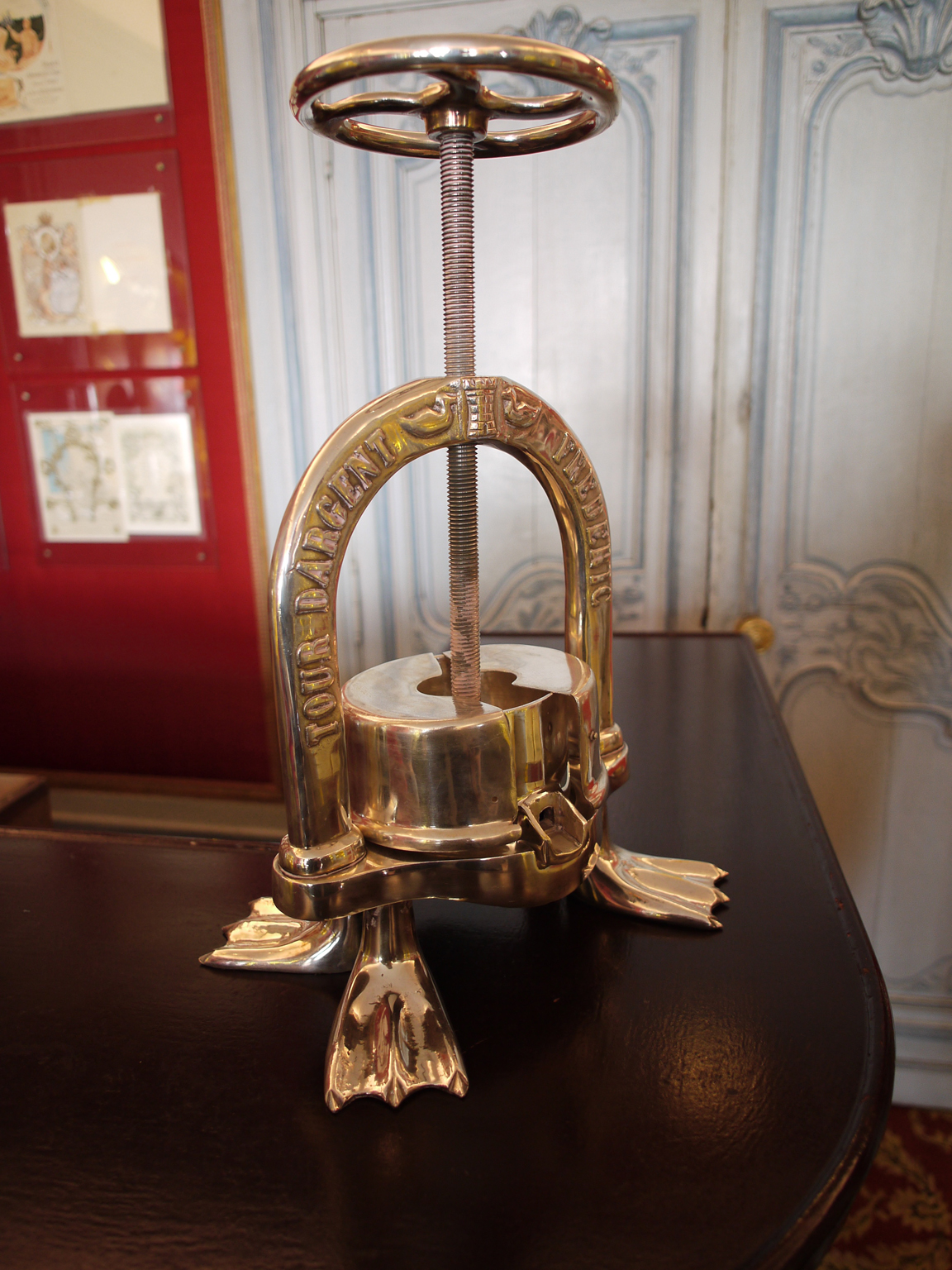
Ankpress
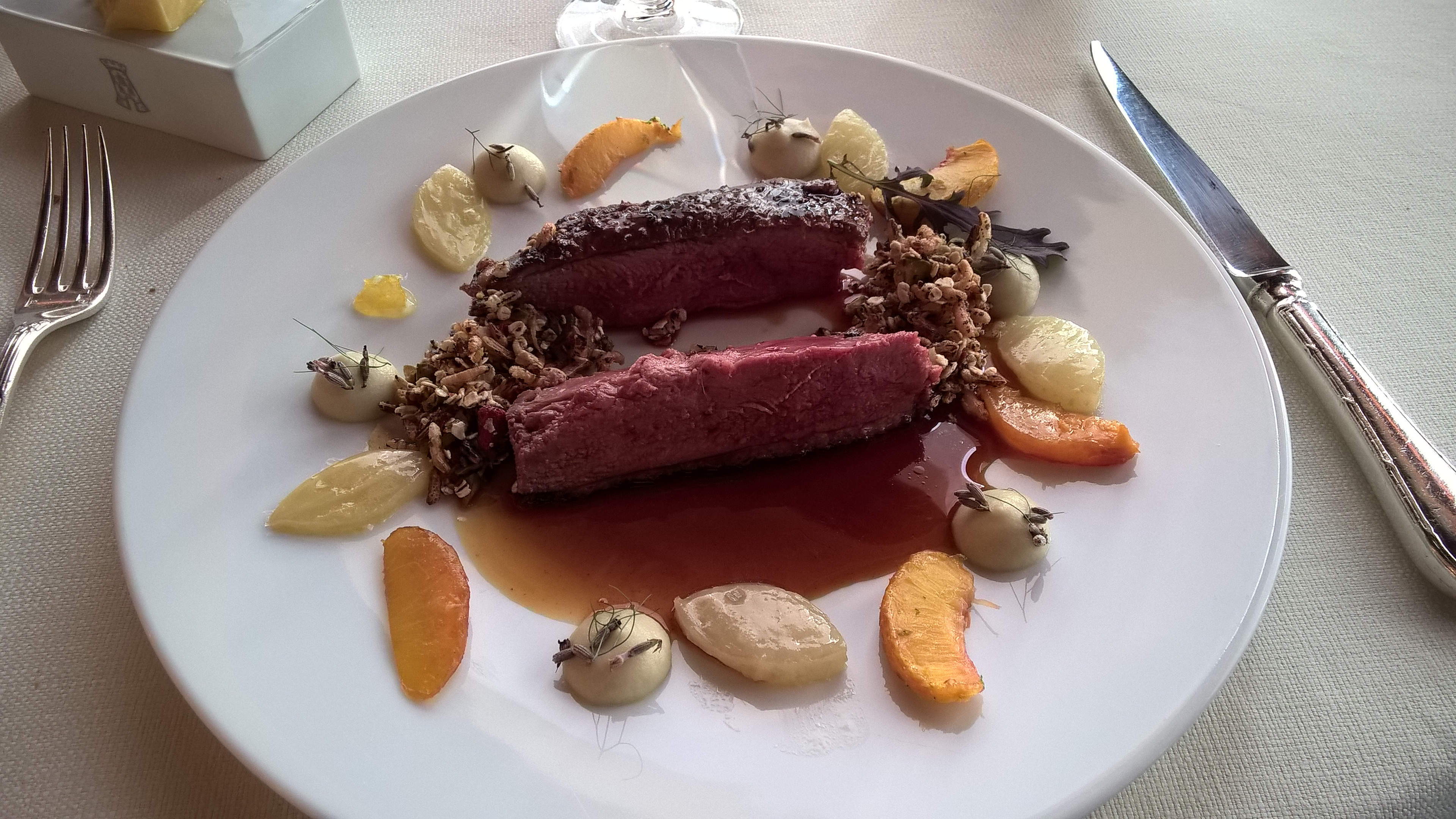
Caneton de Challans